# Dalechampia hispida
Dalechampia hispida är en törelväxtart som beskrevs av Eduard Friedrich Poeppig. Dalechampia hispida ingår i släktet Dalechampia och familjen törelväxter. Inga underarter finns listade i Catalogue of Life.